# Moschea Et'hem Bey
La moschea Et'hem Bey (in albanese Xhamia e Et'hem Beut) è una moschea ottomana di Tirana, capitale dell'Albania.

## Storia
La costruzione venne iniziata nel 1789 dal nobile albanese Et'hem bey Mollaj e completata nel 1823 da suo figlio, Haxhi Et'hem Bey, discendente di Sulejman Bargjini.

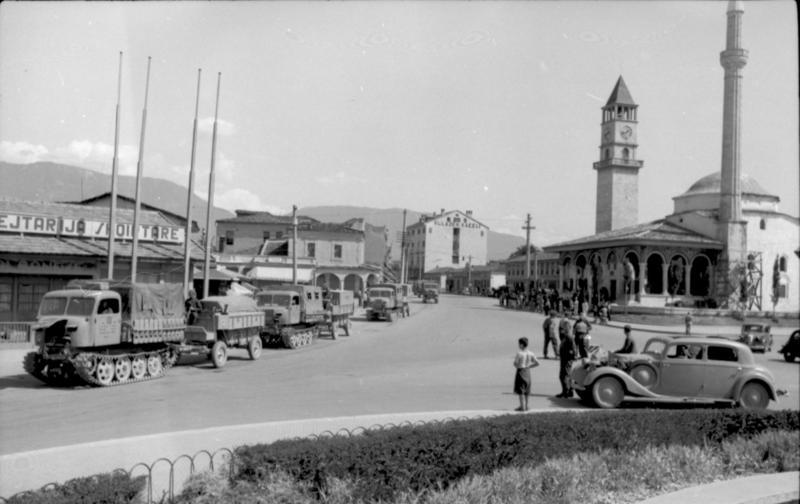
Nel 1943

La moschea acquistò importanza dopo la realizzazione della vicina piazza Scanderbeg, nel periodo del protettorato italiano dopo l'indipendenza dell'Albania dall'Impero ottomano.
Chiusa durante la dittatura comunista, il 18 gennaio 1991 10.000 persone, nonostante l'opposizione delle autorità, decisero di entrarvi per pregare e la polizia non intervenne. L'evento fu una pietra miliare nella rinascita delle libertà religiose in Albania. Gli affreschi all'esterno dell'edificio, più precisamente nel portico, contengono delle particolarità: vi sono disegnati alberi, cascate e ponti, motivi che si vedono raramente nell'architettura islamica, proprio perché sono state affrescate da maestranze non musulmane, da veneziani. 
Si svolgono giornalmente visite all'interno della moschea, anche se non durante l'orario della preghiera.

## Galleria d'immagini

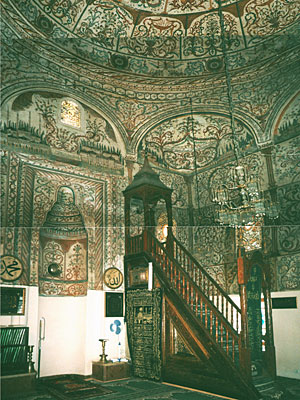
L'interno della moschea
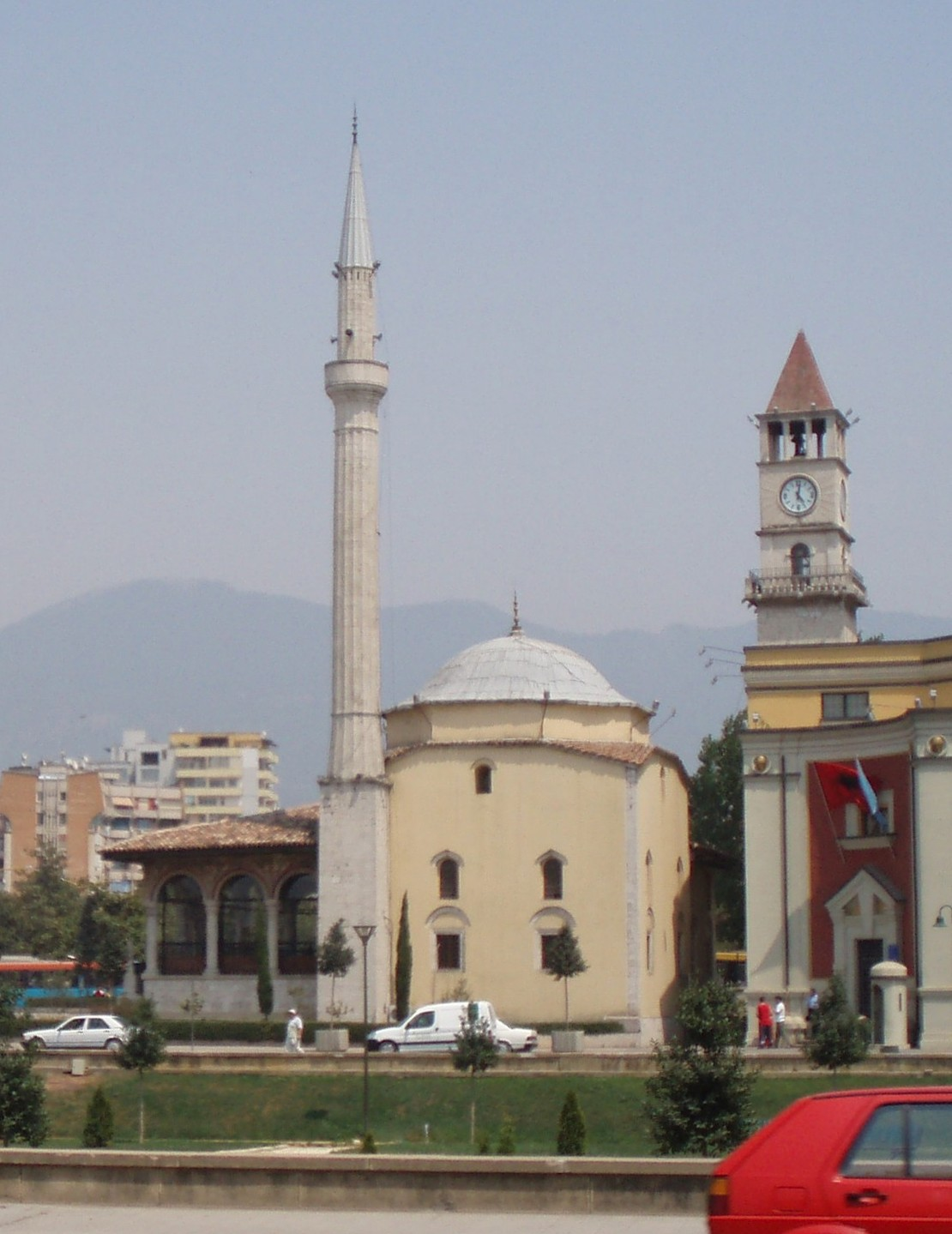
Di giorno